# جوليا سميث غيبونز
جوليا سميث غيبونز (بالإنجليزية: Julia Smith Gibbons) هي قاضية ومحامية أمريكية، ولدت في 23 ديسمبر 1950 في بولاسكي في الولايات المتحدة.

## وصلات خارجية
- جوليا سميث غيبونز على موقع إن إن دي بي (الإنجليزية)